# Ruso
Ruso – wieś w Stanach Zjednoczonych, w stanie Dakota Północna, w hrabstwie McLean.